# اليوم العالمي للملاريا
اليوم العالمي للملاريا (بالإنجليزية:World Malaria Day) هو احتفال عالمي يحتفل به سنويا في 25 أبريل ويتم الاعتراف في هذا اليوم بالجهود العالمية لمكافحة الملاريا. وعلى الصعيد العالمي، 3.3 مليار شخص في 106 دولة معرضون لخطر الملاريا. في عام 2012، تسبب مرض الملاريا في وفاة نحو 627,000 شخص، معظمهم من الأطفال الأفارقة. ينتشر مرض الملاريا في آسيا، وأمريكا اللاتينية، وإلى حد أقل في الشرق الأوسط وأجزاء من أوروبا تتأثر بالمرض أيضا.
تم تأسيس اليوم العالمي للملاريا بسبب الجهود التي تجري في جميع أنحاء القارة الأفريقية لإحياء ذكرى يوم الملاريا الأفريقي. اليوم العالمي للملاريا واحد من ثماني حملات صحية عامة عالمية رسمية موجوده حاليا في منظمة الصحة العالمية (بالإنجليزية:World Health Organization)، بالإضافة إلى اليوم العالمي للصحة،اليوم العالمي للمتبرعين بالدم، أسبوع التحصين العالمي، اليوم العالمي للسل، اليوم العالمي دون تدخين، اليوم العالمي لالتهاب الكبد الوبائي ويوم الإيدز العالمي.